# Hugo von Seeliger
Hugo von Seeliger, también conocido como Hugo Hans Ritter von Seeliger (Biala, actual Polonia, 23 de septiembre de 1849-Múnich, 2 de diciembre de 1924), fue un astrónomo alemán, a menudo considerado el más importante de su época.

## Biografía
Seeliger nació en Biala, Silesia austríaca. Completó sus estudios primarios en el instituto de Cieszyn en 1867 y estudió en las Universidades de Heidelberg y de Leipzig. En esta última se doctoró en astronomía en 1872, siendo alumno de Karl Christian Bruhns.
Perteneció al personal del Observatorio de la Universidad de Bonn hasta 1877, cuando pasó a ser ayudante de Friedrich Argelander. En 1874 comandó la expedición alemana a las islas Auckland para observar el tránsito de Venus. En 1881 fue nombrado director del Observatorio de Gotha y en 1882, profesor de astronomía y director del Observatorio en la Universidad de Múnich, cargos que mantuvo hasta su muerte.
Entre sus alumnos se cuentan Hans Kienle, Ernst Anding, Julius Bauschinger, Paul ten Bruggencate, Gustav Herglotz, Richard Schorr y especialmente Karl Schwarzschild, cuyo doctorado obtenido en 1898 dirigió. Schwarzschild reconoció la influencia de Seeliger en distintos discursos y conferencias durante toda su carrera.
Seeliger fue elegido miembro de la Real Sociedad Astronómica en 1892 y presidente de la Astronomische Gesellschaft de 1897 a 1921. Recibió numerosas medallas y honores, incluyendo el título de caballero (Ritter), entre 1896 y 1917.
Entre sus contribuciones a la astronomía figuran una explicación del movimiento anómalo del perihelio de Mercurio (posteriormente, una de las pruebas principales de la relatividad general), una teoría sobre las novas a partir de la hipótesis de que provienen de la colisión de una estrella con una nube de gas, y su confirmación de las teorías de Maxwell sobre la composición de los anillos de Saturno mediante el estudio de las variaciones en su albedo. También descubrió una aparente contradicción en la teoría gravitatoria de Newton, conocida como paradoja de Seeliger.
Sin embargo, su interés principal fue la estadística estelar, trabajando sobre los datos de los catálogos Bonner Durchmusterung y de la sección de Bonn de la Astronomische Gesellschaft, lo que le permitió obtener valiosas conclusiones sobre la estructura del universo. Sus cálculos sobre las dimensiones de nuestra galaxia eran compatibles con los estudios posteriores de Jacobus Kapteyn.
Continuó con su trabajo hasta su muerte, el 2 de diciembre de 1924, a los 75 años de edad.

## Alumnos
Sus alumnos de doctorado en la Universidad Ludwig Maximilian de Múnich fueron:
- Julius Bauschinger, 1884
- Ernst Anding, 1888
- Richard Schorr, 1889
- Karl Oertel, 1890
- Oscar Hecker, 1891
- Adalbert Bock, 1892
- George Myers, 1896
- Karl Schwarzschild, 1897
- Lucian Grabowski, 1900
- Gustav Herglotz, 1900
- Emil Silbernagel, 1905
- Ernst Zapp, 1907
- Kasimir Jantzen, 1912
- Wilhelm Keil, 1918
- Friedrich Burmeister, 1919
- Gustav Schnauder, 1921
- Walter Sametinger, 1924

## Eponimia
- El cráter lunar Seeliger lleva este nombre en su memoria.[6]
- El asteroide (892) Seeligeria fue nombrado en su honor.[7]
- El brillo de los anillos de Saturno en oposición es conocido como el efecto Seeliger como reconocimiento a su investigación pionera en este campo.